# Luchthaven Yaoundé
Luchthaven Yaoundé (IATA: YAO, ICAO: FKKY) is een (militaire) luchthaven vlak bij Yaoundé, Kameroen.